# Giorgi Shermadini
Giorgi Shermadini, en georgiano: გიორგი შერმადინი (Natakhtari, Georgia, 2 de abril de 1989) es un jugador de baloncesto georgiano que juega en el La Laguna Tenerife. Con 2,16 metros de estatura, juega en la posición de pívot.

## Trayectoria
[actualizar]
En 2013 firma por el Basket Zaragoza 2002 de la liga española.
[actualizar]
El 9 de julio de 2019 firma con Iberostar Tenerife de la Liga ACB.
En mayo de 2020 renueva por tres años con el club canario. Desde entonces ha sido nombrado en dos ocasiones MVP de la ACB, en 2021 y 2023.

### Selección nacional
En septiembre de 2022 disputó con el combinado absoluto georgiano el EuroBasket 2022, finalizando en vigesimoprimera posición. Previamente había disputado otros cuatro Eurobaskets, EuroBasket 2011, EuroBasket 2013, EuroBasket 2015 y EuroBasket 2017.
Durante agosto y septiembre de 2023 fue integrante de la selección de Georgia que participó en el Mundial de 2023 celebrado en Asia, y que finalizó en decimosexto lugar.